# Elecciones municipales del Santa de 1963
Las elecciones municipales del Santa de 1963 se llevaron a cabo el 15 de diciembre de 1963 para elegir al alcalde y al Concejo Provincial del Santa para el periodo 1964-1966. La elección se celebró simultáneamente con elecciones municipales en todo el país. Por primera vez en la historia del Perú, las autoridades locales fueron elegidas por voto universal alfabeto y directo.

## Sistema electoral
La Municipalidad Provincial del Santa es el órgano administrativo y de gobierno de la provincia del Santa. Está compuesta por el alcalde y el Concejo Provincial.
La votación del alcalde y el concejo se realiza en base al sufragio universal alfabeto, que comprende a todos los ciudadanos nacionales mayores de veintiún años, empadronados y residentes en la provincia del Santa y en pleno goce de sus derechos políticos.
El Concejo Provincial del Santa está compuesto por 9 concejales elegidos por sufragio directo para un período de tres (3) años, en forma conjunta con la elección del alcalde (quien lo preside). La votación es por lista cerrada y bloqueada. Se asigna a cada lista los escaños según el método d'Hondt.

## Partidos y candidatos
A continuación se muestra una lista de los principales partidos y alianzas electorales que participaron en las elecciones:
| Candidatura | Candidatura | Partidos y alianzas | Candidatos | Candidatos                 | Ideología                                           | Ref. |
| ----------- | ----------- | --- | ---------- | -------------------------- | --------------------------------------------------- | ---- |
|             | AP–DC       | Lista - Alianza Acción Popular - Democracia Cristiana (AP–DC) – Acción Popular (AP) – Partido Demócrata Cristiano (DC)                          |            | Miguel Mohanna Anser       | Liberalismo Humanismo Democracia cristiana          |      |
|             | APRA–UNO    | Lista - Coalición Partido Aprista Peruano - Unión Nacional Odriísta (APRA–UNO) – Partido Aprista Peruano (APRA) – Unión Nacional Odriísta (UNO) |            | Guillermo Balcázar Rioja   | Aprismo Conservadurismo social Populismo de derecha |      |
|             | IND         | Lista - Lista Independiente Unificación Santeña                                                                                                 |            | Gregorio Ghilardi Gonzáles | Localismo santeño                                   |      |

## Resultados

### Sumario general
|                        |                                                                        |              |              |              |            |            |
| Partidos y coaliciones | Partidos y coaliciones                                                 | Voto popular | Voto popular | Voto popular | Concejales | Concejales |
| Partidos y coaliciones | Partidos y coaliciones                                                 | Votos        | %            | +/−          | Total      | +/−        |
|                        | Coalición Partido Aprista Peruano - Unión Nacional Odriísta (APRA–UNO) | 14,415       | 57.63        | n/a          | 5          | n/a        |
|                        | Alianza Acción Popular - Democracia Cristiana (AP–DC)                  | 9,618        | 38.46        | n/a          | 4          | n/a        |
|                        | Lista Independiente Unificación Santeña                                | 978          | 3.91         | n/a          | 0          | n/a        |
|                        |                                                                        |              |              |              |            |            |
| Total                  | Total                                                                  | 25,011       |              |              | 9          | n/a        |
|                        |                                                                        |              |              |              |            |            |
| Votos válidos          | Votos válidos                                                          | 25,011       | 92.12        | n/a          |            |            |
| Votos en blanco        | Votos en blanco                                                        | 513          | 1.89         | n/a          |            |            |
| Votos nulos            | Votos nulos                                                            | 1,627        | 5.99         | n/a          |            |            |
| Votos emitidos         | Votos emitidos                                                         | 27,151       | 84.03        | n/a          |            |            |
| Abstenciones           | Abstenciones                                                           | 5,161        | 15.97        | n/a          |            |            |
| Votantes registrados   | Votantes registrados                                                   | 32,312       |              |              |            |            |
|                        |                                                                        |              |              |              |            |            |
| Fuente:                |                                                                        |              |              |              |            |            |

### Concejo Provincial del Santa
| Cargo                          | Autoridad electa            | Partido político | Partido político   |
| ------------------------------ | --------------------------- | ---------------- | ------------------ |
| Alcalde Provincial del Santa   | Guillermo Balcázar Rioja    |                  | Coalición APRA-UNO |
| Concejal Provincial del Santa  | Juan Mendoza Mendoza        |                  | Coalición APRA-UNO |
| Concejala Provincial del Santa | Marieta Romero de Valdivia  |                  | Coalición APRA-UNO |
| Concejal Provincial del Santa  | Rogelio Yon Goin            |                  | Coalición APRA-UNO |
| Concejal Provincial del Santa  | Carlos Novoa Lucero         |                  | Coalición APRA-UNO |
| Concejal Provincial del Santa  | Enrique Campana Ganoza      |                  | Coalición APRA-UNO |
| Concejal Provincial del Santa  | Juan Alcedo Pacheco         |                  | Alianza AP-DC      |
| Concejal Provincial del Santa  | Humberto Villanueva Ferrero |                  | Alianza AP-DC      |
| Concejal Provincial del Santa  | Octavio Lecca Valverde      |                  | Alianza AP-DC      |
| Concejal Provincial del Santa  | Juan Valle Pereda           |                  | Alianza AP-DC      |

## Elecciones municipales distritales

### Sumario general
| Partidos y coaliciones | Partidos y coaliciones                                                 | Voto popular | Voto popular | Voto popular | Alcaldías | Alcaldías |
| Partidos y coaliciones | Partidos y coaliciones                                                 | Votos        | %            | +/−          | Total     | +/−       |
| ---------------------- | ---------------------------------------------------------------------- | ------------ | ------------ | ------------ | --------- | --------- |
|                        | Coalición Partido Aprista Peruano - Unión Nacional Odriísta (APRA–UNO) | 3,667        | 60.94        | n/a          | 4         | n/a       |
|                        | Alianza Acción Popular - Democracia Cristiana (AP–DC)                  | 2,350        | 39.06        | n/a          | 2         | n/a       |
|                        |                                                                        |              |              |              |           |           |
| Total                  | Total                                                                  | 6,017        |              |              | 6         | n/a       |
|                        |                                                                        |              |              |              |           |           |
| Votos válidos          | Votos válidos                                                          | 6,017        | 89.07        | n/a          |           |           |
| Votos en blanco        | Votos en blanco                                                        | 369          | 5.46         | n/a          |           |           |
| Votos nulos            | Votos nulos                                                            | 369          | 5.46         | n/a          |           |           |
| Votos emitidos         | Votos emitidos                                                         | 6,755        | n/d          | n/a          |           |           |
| Abstenciones           | Abstenciones                                                           | n/d          | n/d          | n/a          |           |           |
| Votantes registrados   | Votantes registrados                                                   | n/d          |              |              |           |           |
|                        |                                                                        |              |              |              |           |           |
| Fuente:                |                                                                        |              |              |              |           |           |

### Resultados por distrito
La siguiente tabla enumera el control de los distritos de la provincia del Santa.
| Distrito         | Alcalde(sa) electo(a)          | Partido político | Partido político   |
| ---------------- | ------------------------------ | ---------------- | ------------------ |
| Cáceres del Perú | Fortunato Gutiérrez Valderrama |                  | Alianza AP-DC      |
| Macate           | Jerónimo Pérez Llanos          |                  | Alianza AP-DC      |
| Moro             | Aladino Villanueva Mejía       |                  | Coalición APRA-UNO |
| Nepeña           | Guillermo Campos Saldaña       |                  | Coalición APRA-UNO |
| Samanco          | Pascual Corcino Cueto          |                  | Coalición APRA-UNO |
| Santa            | Juan Peralta Hurtado           |                  | Coalición APRA-UNO |